# Nakrivni mišići
Nakrivni mišići (lat. musculi scaleni) su mišići lateralne strane vrata.
Nakrivni mišići rotiraju vrat i pomažu u disanju, podižući prsni koš.
Razlikujemo tri para nakrivnih mišića:
- srednji nakrivni mišić - musculus scalenus medius
- stražnji nakrivni mišić - musculus scalenus posterior
- prednji nakrivni mišić - musculus scalenus anterior

Musculus scalenus minimus je prisutan kod nekih ljudi (varijabilni mišić). 